# Postmasburg
Postmasburg (wymowa afrikaans: [postmɐsbœrχ]) - miasto, zamieszkane przez 30 089 ludzi (2011), w Republice Południowej Afryki, w Prowincji Przylądkowej Północnej.
Miasto leży ok. 170 km na wschód od Upington, zaś założone 6 czerwca 1892 i nazwane na cześć J. Postma, fundatora miejscowego kościoła.